# 八石山 (徳島県)
座標: 北緯33度59分47秒 東経133度51分17秒 / 北緯33.99625度 東経133.85466度
八石山（やついしやま）は、徳島県三好市に位置する山である。標高841.2メートル。

## 地理
三好市井川地区（旧井川町）の西部にある山。頂上には三等三角点『鷹指』がある。
山頂から東側の尾根上に八石城（八ツ石城）跡がある。
「阿波志」には、「八石塁、東井内谷八石山上にあり、源（脇星）義治これに拠る」としている 。城跡は約60坪の平坦地で、周囲を掘り下げた空濠跡があり、顕著な4段に重なる山城の形状を残している。山名は東西1.5kmにわたって8つのピークがあることによる。